# 삼성 Z1
삼성 Z1(Samsung Z1)은 삼성전자와 인텔이 협동하여 개발된 타이젠 운영 체제를 탑재한 첫 스마트폰이다. 인도 시장에 2015년 1월 14일 첫 출시되었다. 사용자 인터페이스는 타이젠 2.3 플랫폼을 사용하였다. 다른 삼성 스마트폰들과 마찬가지로 삼성 터치위즈를 사용하였다. 색상으로는 블랙, 화이트, 레드 가 있다.

## 추가 기능
기존의 안드로이드 운영 체제 와는 다르게 세계 최초로 소비자 대상으로 타이젠 운영 체제를 적용시켜서 개발하였다. 타이젠 버전이 2.3으로 업데이트되면서, 기존의 바다 보다 부팅 속도나 퍼포먼스가 빨라졌다. 2016년 2월에는 타이젠 2.4버전 업데이트가 배포 되었다.
또한 기존의 코어 부분을 개발자가 직접 제어할 수 있도록 바뀌었으며, 타이젠 2.2 버전에서 개발중이었던 윈도우 매니저 라이브러리 EFL이 본격적으로 적용되었다.

## 출시
공개와 즉시 인도 시장에 출시되었으며, 출고가는 5,700 루피로 이는 2015년 1월 14일 기준 환율로 약 99,000 원 수준이다. 대한민국에도 공동 구매가 진행되고 있으며 구매가는 배송비를 포함해 150,000 원 수준이다. 이후, 방글라데시 시장에도 출시가 이루어졌다.
출시 후 10여일만에 약 50,000 대, 한 달만에 약 100,000 대를 판매했고, 약 반 년만에는 대략 100만 대 수준의 판매량을 기록했다.

## 기타
- 2015년 6월 12일, 인도 시장에서 약 50만 대 이상 판매 실적을 올려 2015년 1분기에 23.4%의 점유율을 얻었다.[2]
- 2015년 6월 29일, 인도, 스리랑카, 방글라데시 3국에서 2015년 1월부터 5월까지 약 100만 대가 팔렸으며 해당 시장에서 단일 기종으로서는 가장 많이 팔린 기기로 등극 되었다.[3]
- 2015년 8월 4일, 네팔에서 출시되었다.[4] 출고가는 7,490 네팔 루피이다. 이후, 인도네시아, 말레이시아 시장도 수 개월 내에 판매를 시작할 것이라고 발표하였다.[5]
- 2015년 11월 10일, 누적 판매량 약 170만대를 기록했다.[6]